# Rodolfo Miguens
Rodolfo Luís Costa Miguens Correia, noto semplicemente come Rodolfo Miguens (Lisbona, 6 novembre 1976), è un allenatore di calcio ed ex calciatore portoghese, di ruolo centrocampista.

## Palmarès

### Club

#### Competizioni nazionali
- Supercoppa di Portogallo: 1

Porto: 1999
- Taça de Portugal: 1

Porto: 1999-2000